# Tribunal de Contas (Portugal)
O Tribunal de Contas é a instituição suprema de fiscalização e controlo de dinheiros e valores públicos de Portugal.
A Constituição de 1976 atribuiu-lhe a natureza de tribunal superior, incluindo-o no elenco de órgãos de soberania  e, juntamente com o Tribunal de Contas Europeu, faz parte da rede europeia de instituições superiores de controlo financeiro.
É a entidade máxima responsável pela fiscalização externa e auditoria da utilização e gestão de dinheiros e valores públicos, independentemente de quem os utiliza ou deles beneficia.
É esta configuração institucional que permite ao Tribunal pronunciar-se sobre a legalidade, a economicidade, a eficiência e a eficácia da gestão, bem como sobre a fiabilidade dos sistemas de controlo interno. Não se trata, assim, de fazer apreciações de índole política sobre as opções tomadas pelos governos, mas sim de proceder à avaliação técnica e económica sobre o modo como os dinheiros públicos, provenientes das receitas cobradas aos contribuintes, é utilizado e aplicado.
Além da função de controlo financeiro, o Tribunal de Contas possui em exclusividade a competência jurisdicional para julgar infrações financeiras que envolvam dinheiros ou valores públicos.
O Tribunal de Contas tem a sua sede em Lisboa, na Avenida da República e conta ainda com uma secção regional nos Açores sediada em Ponta Delgada e uma secção regional na Madeira localizada no Funchal.

## Evolução histórica
A existência do Tribunal de Contas, com esta designação e natureza, provém do século XIX na tradição francesa da Cour des comptes, criada em 1807 por Napoleão Bonaparte. A sua origem encontra-se nos Contos de Lisboa e nos Contos d’El Rei e no Erário Régio (criado pelo Marquês de Pombal), que viria a ser extinto por Mouzinho da Silveira, Aliás, por proposta da comissão encarregada de liquidar as contas do Erário chegou a ser prevista logo em 1832 com a criação por decreto do chamado Tribunal do Tesouro Público, que, no entanto, apenas viria a ser constituído pelo decreto de 10 de novembro de 1849, sob proposta do futuro Duque de Ávila e Bolama.
Em 1911, o Tribunal foi extinto e substituído pelo Conselho Superior da Administração Financeira do Estado e, em 1919, pelo Conselho Superior de Finanças, com funções de fiscalização da atividade financeira pública, tendo sido restaurado em 1930.

### Composição e organização
O Tribunal de Contas é composto, na sede, pelo conselheiro Presidente e por dezasseis juízes conselheiros. O Tribunal de Contas integra ainda duas secções regionais, na Madeira e nos Açores, com um juiz conselheiro cada uma.
O Presidente do Tribunal de Contas é nomeado pelo Presidente da República sob proposta do Governo para um mandato de quatro anos. Os juízes conselheiros são nomeados por concurso curricular.
O Tribunal de Contas conta ainda com a presença do Ministério Público, que atua oficiosamente, sendo representado na sede pelo Procurador-Geral da República (que pode delegar as suas funções num ou mais procuradores-gerais adjuntos) e, nas secções regionais, pelo magistrado designado para o efeito pelo Procurador-Geral da República.
O Tribunal dispõe de serviços de apoio para o exercício das suas atribuições, tanto na sede como nas secções regionais.
Em consequência do princípio da separação de poderes, o Tribunal de Contas é totalmente independente, com autonomia administrativa, financeira e patrimonial. Os seus juízes conselheiros são inamovíveis e irresponsáveis pelas suas decisões.
As secções ou câmaras especializadas
O Tribunal de Contas encontra-se estruturado em três secções ou câmaras especializadas, cada uma com competências próprias e distintas. Nas regiões autónomas, as secções ou câmaras únicas são de competência genérica.
1.ª Secção
A 1.ª Secção é responsável pela fiscalização prévia ou visto prévio e, em certas situações, pode proceder à fiscalização concomitante e aplicar multas relacionadas com os processos de que seja relator. A fiscalização prévia incide sobre os atos que impliquem dinheiros públicos antes de se efetuar uma despesa. Pretende-se com a fiscalização prévia acautelar a regularidade da despesa antes de esta ser vinculativa.
2.ª Secção
A 2.ª Secção é responsável pela fiscalização concomitante e sucessiva de verificação, controlo e auditoria, podendo aplicar multas conexas, nomeadamente pela violação de especiais deveres de cooperação para com o Tribunal.
3.ª Secção
A 3.ª Secção é uma secção jurisdicional por natureza, competindo-lhe proceder ao julgamento dos processos de efetivação de responsabilidades financeiras e de multa. É responsável também pela apreciação de recursos em processos de multa e de sentenças referentes a processos de efetivação de responsabilidades financeiras.

## A reforma operada pela lei nº 48/2006
A recente alteração da Lei de Organização e Processo do Tribunal de Contas (LOPTC), em 2006, foi de grande importância no sentido de uma melhoria na atuação do Tribunal de Contas.
A lei nº 48/2006, de 26 de agosto, que alterou a Lei de Organização e Processo do Tribunal de Contas permitiu a extensão da responsabilidade financeira a todos os gestores e utilizadores de dinheiros públicos, independentemente da sua natureza (pública ou privada). Assim, o Tribunal de Contas pode perseguir os dinheiros e valores públicos onde quer que se encontrem. Operou-se assim um alargamento da jurisdição do Tribunal de Contas sujeitando ao seu controlo todas as entidades que administram dinheiros públicos, incluindo empresas públicas, associações e fundações bem como as entidades de direito privado que gerem dinheiros públicos.
Procedeu-se ao reforço da fiscalização concomitante e a um aperfeiçoamento do regime de responsabilidade financeira através da concretização dos conceitos geradores de responsabilidades financeiras reintegratórias.
Os poderes do Ministério Público junto do Tribunal de Contas saíram reforçados na medida em que agora dispõem de competência para procederem a diligências necessárias para o apuramento dos factos relevantes em processos de responsabilidade financeira.
Alargou-se a outras entidades a legitimidade para requerer julgamento de infrações financeiras que anteriormente pertencia em exclusivo ao Ministério Público.
As alterações à LOPTC permitiram uma melhor coordenação com os órgãos de controlo interno, nomeadamente no que se refere a relatórios de auditoria e de controlo.

## O Tribunal de Contas em números
Em 2006, o Tribunal de Contas Português contava com cerca de 488 funcionários;
Cerca de 55% dos funcionários do Tribunal de Contas possui habilitações diversas, sendo a média etária dos funcionários de 45 anos;
Em 2006 a atividade do Tribunal de Contas saldou-se em:
- Emissão de parecer sobre a Conta Geral do Estado, incluindo a da Segurança Social;
- Fiscalização prévia de 2204 atos e contratos;
- 26 auditorias de fiscalização concomitante;
- 87 auditorias e verificações externas de contas de fiscalização sucessiva;
- 18 processos julgados na 3.ª Secção;
- Foram aplicadas multas no valor de € 40.372,00 e ordenada a reposição de € 441.410,00;

## Relações e cooperação internacional
O Tribunal de Contas mantém relações com outras entidades congéneres ao nível internacional, destacando-se a cooperação com os Tribunais de Contas da Comunidade dos Países de Língua Portuguesa (CPLP).
Após a adesão de Portugal à Comunidade Europeia, o Tribunal de Contas de Portugal passou a ser o interlocutor nacional do Tribunal de Contas Europeu.
O Tribunal de Contas de Portugal é membro das seguintes organizações internacionais:
- Organização Internacional de Entidades Fiscalizadoras Superiores (INTOSAI)
- Organização de Entidades Fiscalizadoras Superiores da Europa (EUROSAI)
- Organização dos Tribunais de Contas da CPLP
- Organização Latino-Americana e do Caribe de Entidades Fiscalizadoras Superiores (OLACEFS)
- European Evaluation Society (EES)
- Conselho Internacional de Arquivos (CIA)
- Federação Internacional de Associações e Instituições Bibliotecárias (IFLA)

## Direção do Tribunal de Contas atual
|                           |
| Presidente                |
| Filipa Urbano Calvão      |
| Vice-Presidente           |
| António Francisco Martins |
| Diretor-Geral             |
| Fernando Oliveira Silva   |

## Presidentes do Tribunal de Contas de Portugal
- Filipa Urbano Calvão (2024–presente)
- José Fernandes Farinha Tavares (2020–2024)
- Vítor Manuel da Silva Caldeira (2016–2020)[7]
- Guilherme d'Oliveira Martins (2005–2015)
- Alfredo José de Sousa (1995–2005)
- Artur Águedo de Oliveira (1948–1964)
- António Joaquim Ferreira da Fonseca
- Henrique da Gama Barros
- Francisco António de Campos